# Bojil Kolev
Bojil Naydenov Kolev (en bulgare : Божил Найденов Колев) (né le 12 janvier 1949 à Tsonevo en Bulgarie) est un footballeur international et entraîneur bulgare.